# به خودت بیا، عزیزم!
به خودت بیا، عزیزم! (سوئدی: !Skärp dig, älskling) یک مجموعه تلویزیونی کمدی سوئدی است که در سال ۱۹۸۱ منتشر شد.

## بازیگران
- گونیلا اولسون
- آندش اوبری
- سِـوِن هُلمبری
- اَگنتا پریتز
- مگ وسترگرین
- تور ایسدال
- باربرو هیورت آو اورنس
- استلان اسکاشگورد
- هنس کلینگا
- آکسل دوبرگ
- متس برگمان
- مُد هانسون
- اولا آکسلسون